# Sherlock Holmes in the 22nd Century
Sherlock Holmes in the 22nd Century is en Brits-Amerikaanse animatieserie, gebaseerd op het personage Sherlock Holmes. De serie telt 26 afleveringen, verdeeld over twee seizoenen. De serie liep van 1999 tot 2001.
De serie combineert de traditionele elementen van de Sherlock Holmes-verhalen van Arthur Conan Doyle met sciencefictionelementen. Veel van de afleveringen zijn rechtstreeks gebaseerd op de verhalen door Doyle, maar in een sciencefictionachtige omgeving.

## Overzicht
Het idee voor de serie kwam van Sandy Ross, een executive van Scottish Television. De serie zelf is een coproductie tussen DiC (toen nog onderdeel van Disney) en Scottish Television. In 2001 werd de serie genomineerd voor een Daytime Emmy voor Special Class Animated Program.

## Verhaal
Het verhaal speelt zich af in New Londen, in de 22e eeuw. Inspecteur Beth Lestrade van New Scotland Yard jaagt op een misvormde Franse geneticus genaamd Martin Fenwick. Ze ontdekt dat Fenwick werkt voor de schurk professor Moriarty. Deze Moriarty is een kloon van de originele Moritary uit de 19e eeuw, wiens lichaam door Sherlock Holmes was begraven in een ijsgrot na hun gevecht bij de Reichenbachwaterval.
Beth weet dat, in tegenstelling tot wat vaak wordt aangenomen, Holmes dit gevecht heeft overleefd, en pas op hoge leeftijd is gestorven. Zijn lichaam wordt nu bewaard in een speciale kist in de kelder van New Scotland Yard, waarin het wordt beschermd tegen ontbinding. Ze brengt het lichaam van Holmes naar Evan Hargreaves, een beroemde bioloog gespecialiseerd in celvernieuwing. Hij gebruikt deze techniek om Holmes weer tot leven te brengen en weer jong te maken, zodat hij Beth kan helpen Moriarty te verslaan.
De twee worden bijgestaan door een compudroid met de persoonlijkheid van Dr. Watson, en een nakomeling van Inspecteur Lestrade. Holmes neemt zijn intrek in zijn oude appartement aan Baker Street, dat bewaard is gebleven als museum. Holmes past zich opmerkelijk snel aan aan het leven in de 22e eeuw. Behalve Moriarty en Fenwick komt Holmes ook tegenover nieuwe vijanden te staan.

## Notities
In de aflevering The Adventure of the Deranged Detective wordt tweemaal gerefereerd aan Arthur Conan Doyle. Holmes gebruikt de naam Dr. Arthur Coyle als pseudoniem, en Watson noemt zichzelf in de aflevering "Conan".
Het concept van Sherlock Holmes die naar de toekomst wordt gehaald werd ook al gebruikt in een dubbele aflevering van de serie BraveStarr. Hierin beland Holmes in de toekomst door een natuurlijke tijdpoort aan de voet van de Reichenbachwaterval.

## Cast
- Jason Gray-Stanford ... Sherlock Holmes
- John Payne ... Dr. Watson
- Akiko Morison ... Inspecteur Beth Lestrade
- Viv Leacock ... Wiggins
- Jennifer Copping ... Deidre
- Richard Newman ... Professor James Moriarty
- Ian James Corlett ... Martin Fenwick
- William Samples ... Hoofdinspecteur Grayson
- Jo Bates ... Nieuwslezer

## Afleveringen

### Seizoen 1
1. The Fall and Rise of Sherlock Holmes
2. The Crime Machine
3. The Hounds of the Baskervilles
4. The Adventure of the Empty House
5. The Crooked Man
6. The Adventure of the Deranged Detective
7. The Adventure of the Sussex Vampire Lot
8. The Scales of Justice
9. The Resident Patient
10. The Sign of Four
11. The Adventure of the Dancing Men
12. The Musgrave Ritual
13. The Adventure of the Blue Carbuncle
14. Silver Blaze
15. The Five Orange Pips
16. The Red-Headed League
17. The Man with the Twisted Lip

### Seizoen 2
1. The Secret Safe
2. The Adventure of the Second Stain
3. The Adventure of the Engineer's Thumb
4. The Gloria Scott
5. The Adventure of the Six Napoleons
6. The Adventure of the Creeping Man
7. The Adventure of the Beryl Board
8. The Adventure of the Mazarin Chip
9. A Case of Identity